# 瑞金中央工农红军学校旧址
瑞金中央工农红军学校旧址位于中国江西省瑞金市象湖镇上阳居委会，2013年被列为第七批全国重点文物保护单位。
此处建筑系杨氏宗祠群，共五座相连的宗祠，自西向东依次为中宪太祠堂、朝奉太祠堂、时省太祠堂、孟舟太祠堂、时泰太宗祠，五座宗祠皆为砖木结构，硬山顶，为抬梁式或穿斗式梁架，小青瓦屋面，祠堂之间以防火通道相隔，总占地面积6113平方米。总务部旧址为“开山祖祠”朝奉太祠堂，建于明万历年间（1608年）；政治部旧址为时省太祠堂，建于清乾隆年间（1748年）；校务部旧址为孟舟祠堂，建于民国十年（1921年）；教导部旧址为时泰太祠堂，建于清嘉庆年间（1801年）；俱乐部旧址为中宪太祠堂，建于清康熙年间（1716年）。

## 历史
1931年8月，中共中央在给苏区中央局并红一方面军临时总前委的指示信指出：“红军学校必须集中举办”。时任中共苏区中央局代理书记、中革军委主席的毛泽东于9月下旬在江西省宁都县小布村部署筹办红军干部学校，明确提出要办一个“红埔”。
1931年11月，中华苏维埃共和国临时中央政府在瑞金成立。1931年冬，以彭杨军事政治学校第三分校(闽西)、红一方面军教导总队、红三军团随营学校为基础，由肖劲光、何长工、红三军团参谋长兼军团随营学校校长邓萍等负责在瑞金组建中央军事政治学校，为中革军委的直属机构，校址设在城南天后宫，后迁城区夫子庙后杨家祠堂。设步兵队、政治队、上级干部队。学制一般为3至5个月。
1931年11月开始招收第一期学员。1931年11月25日，任命肖劲光为校长（未到职）。 1932年春，刘伯承担任“红校”校长兼政治委员。1932年夏办第三期时，该校改称中国工农红军学校，简称为“红军学校”或“红校”。1932年10月，叶剑英接任校长兼政治委员。叶剑英、刘伯承、何长工、周昆等先后接任校长。黄火青、周以粟、欧阳钦先后担任过政治部主任。邓萍任教育长。杨至诚任校务部长。
“红校”共办六期，为红军、地方武装和各级党政组织培训了11500多名干部。
1933年10月17日中革军委发布命令：“现将红校组织从新变更，以原有高级班上级班，改为红军大学校；以六期团改为红军第一步兵学校；以七期团改为红军第二步兵学校；以工兵营、炮兵连、重机关枪连、防空和装甲车连改为红军特科学校；游击队训练班改为游击队学校。”